# 額田部氏
額田部氏（ぬかたべうじ）とは、古代日本の氏族。名代の額田部に由来する。

## 概要
額田部連氏は天津彦根命(『古事記』では天津日子根命)の子孫と称し、『新撰姓氏録』左京神別では「同命孫意富伊我都命之後也」と記されている。この神は天照大神と素戔嗚尊とのうけいの結果生まれた神の一人で、『日本書紀』巻第一では、凡川内直、山代直の祖神とされている。『古事記』では額田部湯坐連らの同祖先と称し、『新撰姓氏録』左京神別ではほかにも額田部河田連などもその子孫としている。

その部としての成立の背景から、大和と出雲の対立を背景にしているとも考える説もある。
大和国平群郡額田郷（現在の大和郡山市）を本拠地とし、氏寺は額安寺（かくあんじ）。同寺に伝えられた大和国額田寺伽藍並条里図」(国立歴史民俗博物館所蔵)は、現存する数少ない奈良時代の荘園絵図であるが、額田寺の伽藍や寺領を中心とする景観を描いており、8世紀に、額田寺を氏寺として信仰していた額田部氏が、同時に古墳を一族の「先祖」墓として祀っていたことも窺うことができる。

## 岡田山古墳出土鉄刀（出雲の額田部氏）
「額田部臣」は733年（天平5年)に作られた『出雲国風土記』にも大原郡の項目で「少領　下従八位上」として現れている。また、
とあり、大原郡の中心である屋裏（やうら）の郷（現在の雲南市）には、前少領である額田部臣（が建立したと伝えられる寺院も存在していたという。このことから、額田部臣一族は大原郡を本拠地としていたことが分かる。名代の管理者は地域の豪族であることが多く、出雲国の場合は額田部臣氏だけではなく、「建部（たけるべ）臣」、「日置部（へきべ）臣」、「勝部（すぐりべ）臣」、「倭文部（しどりべ）臣」など、臣の姓を持つものが多いが、これは出雲臣の同族が、それぞれの地域の部民の管理者となり、臣姓を名乗ったからである。
以下の考古学上の発見も、氏族制、部民制の起源や、出雲と大和の関係を考える上でより重要である。
1983年（昭和58年）1月8日、元興寺文化財研究所に預けられてあった、松江市（旧意宇郡）大草町にある岡田山一号墳から出土した遺物の保存修理中、X線撮影によって鉄刀（銀装円頭大刀）の刀身部に12文字分の銀象嵌の銘文があることが発見された。この古墳は国衙の遺跡のある西約1キロメートルの地点に存在し、出雲国庁や意宇郡家に近いところに存在する。1915年（大正4年）に盗掘されており、。上述の鉄刀もこの時発見されたものである。石棺の西側に接し、板状石を組み合わせた追葬用の施設の中に収められてあった、という。同時に出土したものとして、「長子孫」銘の内行花文鏡（ないこうかもんきょう）や3本の大刀、刀子（とうす）、鉄鏃（てつぞく）、金銅丸玉、馬具類、須恵器などがある。また、1970年（昭和45年）の調査で、墳丘上から多数の円筒埴輪片と子持壺(こもちつぼ)が認められた。
出土当時の大刀は完全なものであったが、のちに刀身の半分が失われ、銘文も末尾の12文字が残っているに過ぎず、錆も進んで解読可能な文字が少なくなってきている。その銘文は以下の通りである。
「各田卩臣」は「額田部臣」(ぬかたべのおみ）を指すものであると見られる。
前述の『出雲国風土記』にあるように、「額田部臣」は大原郡の豪族と見ることができるが、出雲臣一族の中には、姓を共通にし、氏の異なる部臣の氏が稀ではなく、ほかには「建部臣」（たけべのおみ・たけるべのおみ）・「勝部臣」（かちべのおみ・すぐりべのおみ）・「吉備部臣」などが存在することが判明している。そこから、額田部臣は出雲臣氏の一族として、意宇郡を本拠地としたと考えることも可能である。鉄製の大刀には、6世紀後半に額田部の伴造となった額田部臣の人物の一人が大和政権からその名を刻んで賜与されたものと想像され、出雲は東部と西部とで、異なった政治体制下にあったことが想像される。
また当時、この地域は豪族・額田部氏の本拠地であり、額田寺は彼らの氏寺であった。本図には「船墓　額田部宿祢先祖」と注記されているものをはじめ多くの墓が描かれているが、それらは現在も現地で確認することができ、5～7世紀の古墳であることが知られている。本図からは、8世紀当時、額田寺を氏寺として信仰していた額田部氏が、同時に古墳を一族の「先祖」墓として祀っていたことを読み取ることができる。この本図からも、古墳から氏寺へという氏族の信仰対象の変化、また一族結集の場の多様性を窺うことができる。
出雲国には、額田部首氏や、無姓の額田部氏も分布していた、という。

## 額田部連(宿禰）氏
『日本書紀』巻第十九には、欽明天皇の時代に、
という事件があったのち、同じ年に
となっている。これが文献上の額田部氏の初出とされる。欽明天皇は推古天皇の父親にあたり、推古天皇は欽明天皇15年（554年）生まれであり、額田部が推古天皇の名代だとすると、已に額田部氏は額田部の管掌を行っていたことになり、符合する。
この1年後、新羅は任那の官家（みやけ）を打ち滅ぼした、とある。
また、『書紀』巻第二十二、『隋書』によると、608年、推古天皇の時代に額田部連比羅夫（ぬかたべのむらじひらぶ）が、隋の大使裴世清（はいせいせい）らを海石榴市（つばきち）（現在の奈良県桜井市金屋）に出迎えて、「礼（いや）の辞」（挨拶のことば）を述べている。
額田部比羅夫は、610年にも新羅・任那の使人を歓迎し、膳臣大伴（かしわで の おみ おおとも）とともに、荘馬（かざりうま）の長を勤めている。翌611年には菟田野の薬猟（くすりがり＝鹿の若角、袋角とり）の際に、粟田細目臣（あわた の ほそめ おみ）とともに部領（ことり＝指揮者）をつとめた、ともある。
645年（大化元年）には額田部連甥（ぬかたべ の むらじ おい）が法頭になっている。
額田部連一族は、天武天皇の時、684年に八色の姓で、宿禰姓を得ている。また、『続日本紀』巻第一によると、子孫とみられる額田部連林が（ぬかたべ の むらじ はやし）が大宝律令の編纂に参加している。

## 長門国の額田部氏
穴門国造の一族。『続日本紀』巻第十三によると、740年（天平12年）の藤原広嗣の乱の際に、9月21日に無姓の長門国豊浦郡少領・外正八位上の額田部広麻呂が精兵40人を率いて、海を渡って九州に上陸していると記載されている。『続紀』巻第十四によると、この乱の平定後に直姓を与えられたらしく、外正八位上から外従五位下に昇叙されたという。彼は、738年（天平10年）に「耽羅嶋人部領使」として、平城京へ向かっており、途中、周防国を通過している。
『続紀』巻第二十八によると、767年（天平神護3年）4月に、長門国豊浦団の毅（軍団長）の外正七位上の額田部直塞守（ぬかたべ の あたい そこもり/せきもり）が、銭100万文と稲1万束を献上したので、外従五位下を与え、豊浦郡の大領にした、ともある。

## 額田部湯坐連と額田部河田連
『新撰姓氏録』には、2つの額田部氏の祖先伝承として、以下の話が掲載されている。
- 允恭天皇の時代に、天御影命の末裔が薩摩国に送られて、隼人を平らげた。彼はそこから帰還すると、一匹の馬を献上したが、その馬の額には田の形をした毛があったので、天皇はこれを喜び、額田部湯坐連の姓を賜ったという[15]。

- 允恭天皇の時代に、天津彦根命の3世孫の意富伊我都命の末裔が、額に田の形をした毛のある馬を献上したため、額田部河田連の姓を賜ったという[16]。

## そのほかの額田部氏
地方の額田部氏では、称徳天皇の神護景雲2年2月（768年）に顕彰された額田部蘇提売（ぬかたべ の そてめ）が有名である。